# Килкоги

Вид с региональной дороги

Килкоги (англ. Kilcogy; ирл. Cill Chóige) — деревня в Ирландии, находится в графстве Каван (провинция Ольстер) на региональной трассе R394.